# 5198 Fongyunwah
5198 Fongyunwah (1975 BP1) là một tiểu hành tinh vành đai chính được phát hiện ngày 16 tháng 1 năm 1975 bởi Đài thiên văn Tử Kim Sơn ở Nanjing.